# The Next Corner
The Next Corner is een Amerikaanse dramafilm uit 1924 onder regie van Sam Wood. Destijds werd de film in Nederland uitgebracht onder de titel Als de man van huis is. De film is wellicht zoekgeraakt.

## Verhaal
Elsie maakt op haar huwelijksreis in Parijs kennis met don Arturo. Wanneer haar echtgenoot voor zijn werk naar Argentinië moet, neemt hij haar mee naar gravin Longueval. Bij zijn terugkomst vindt haar man dat Elsie erg is veranderd. Elsie gaat naar een feestje in het jachthuis van don Arturo. Daar wil hij zich aan haar vergrijpen. Don Arturo wordt neergeschoten door een vreemdeling en Elsie biecht alles op aan haar vergevingsgezinde man.

## Rolverdeling
| Acteur           | Personage        |
| ---------------- | ---------------- |
| Conway Tearle    | Robert Maury     |
| Lon Chaney       | Juan Serafin     |
| Dorothy Mackaill | Elsie Maury      |
| Ricardo Cortez   | Don Arturo       |
| Louise Dresser   | Nina Race        |
| Remea Radzina    | Gravin Longueval |
| Dorothy Cumming  | Paula Vrain      |
| Bertha Feducha   | Julie            |
| Bernard Siegel   | Vreemdeling      |